# Liste der US-Open-Sieger (Mixed)
Diese Liste enthält alle Finalisten im Mixed bei den U.S. National Championships (bis 1969) und den US Open (seit 1969). Margaret Osborne duPont ist mit neun Titel zwischen 1943 und 1960 geschlechterübergreifend Rekordsiegerin im Mixed-Doppel vor der Open Era. Bei den Herren schafften bis 1967 Edwin Fischer, Wallace Johnson, Bill Tilden, Bill Talbert und Owen Davidson (zwei Titel in der Open Era) alle vier Titel zu gewinnen. Danach kamen mit Marty Riessen und Bob Bryan zwei weitere Spieler mit je vier Titeln dazu. Margaret Court, Billie Jean King und Martina Navrátilová siegten in der Open Era mit je drei Titeln am häufigsten bei den Damen.
| Jahr                | Sieger                                     | Finalgegner                             | Ergebnis                       |
| ------------------- | ------------------------------------------ | --------------------------------------- | ------------------------------ |
| 1892                | Mabel Cahill Clarence Hobart               | Elisabeth Moore Rodmond Beach           | 6:1, 6:3                       |
| 1893                | Ellen Roosevelt Clarence Hobart            | Ethel Bankston Robert Willson           | 6:4, 4:6, 10:6                 |
| 1894                | Juliette Atkinson Edwin Fischer            | A. McFadden Gustav Remak                | 6:3, 6:2, 6:1                  |
| 1895                | Juliette Atkinson Edwin Fischer            | Amy Williams Mantle Fielding            | 4:6, 8:6, 6:2                  |
| 1896                | Juliette Atkinson Edwin Fischer            | Amy Williams Mantle Fielding            | 6:2, 6:3, 6:3                  |
| 1897                | Laura Henson D. L. Magruder                | Maud Banks R. A. Griffin                | 6:4, 6:3, 7:5                  |
| 1898                | Carrie Neely Edwin Fischer                 | Helen Chapman J. A. Hill                | 6:2, 6:4, 8:6                  |
| 1899                | Elizabeth Rastall Albert L. Hoskins        | Jane Craven James Gardner               | 6:4, 6:0, Aufgabe              |
| 1900                | Margaret Hunnewell Alfred Codman           | T. Shaw George Atkinson                 | 11:9, 6:3, 6:1                 |
| 1901                | Marion Jones Raymond Little                | Myrtle McAteer Clyde Stevens            | 6:4, 6:4, 7:5                  |
| 1902                | Elisabeth Moore Wylie Grant                | Elizabeth Rastall Albert L. Hoskins     | 6:2, 6:1                       |
| 1903                | Helen Chapman Harry Allen                  | Carrie Neely W. H. Rowland              | 6:4, 7:5                       |
| 1904                | Elisabeth Moore Wylie Grant                | May Sutton F. B. Dallas                 | 6:2, 6:1                       |
| 1905                | Augusta Schultz Hobart Clarence Hobart     | Elisabeth Moore Edward Dewhurst         | 6:2, 6:4                       |
| 1906                | Sarah Coffin Edward Dewhurst               | Margaret Johnson J. B. Johnson          | 6:3, 7:5                       |
| 1907                | May Sayers Wallace Johnson                 | Natalie Widley Morris Tilden            | 6:1, 7:5                       |
| 1908                | Edith Rotch Nathaniel Niles                | Louise Hammond Raymond Little           | 6:4, 4:6, 6:4                  |
| 1909                | Hazel Hotchkiss Wightman Wallace Johnson   | Louise Hammond Raymond Little           | 6:2, 6:0                       |
| 1910                | Hazel Hotchkiss Wightman Joseph Carpenter  | Edna Wildey Morris Tilden               | 6:2, 6:2                       |
| 1911                | Hazel Hotchkiss Wightman Wallace Johnson   | Edna Wildey Morris Tilden               | 6:4, 6:4                       |
| 1912                | Mary Kendall Browne Richard Williams       | Eleonora Sears William Clothier         | 6:4, 2:6, 11:9                 |
| 1913                | Mary Kendall Browne Bill Tilden            | Dorothy Green C. S. Rogers              | 7:5, 7:5                       |
| 1914                | Mary Kendall Browne Bill Tilden            | Margaretta Myers J. R. Rowland          | 6:1, 6:4                       |
| 1915                | Hazel Hotchkiss Wightman Harry Johnson     | Molla Bjurstedt Irving Wright           | 6:0, 6:1                       |
| 1916                | Eleonora Sears Willis Davis                | Florence Ballin Bill Tilden             | 6:4, 7:5                       |
| 1917                | Molla Bjurstedt Irving Wright              | Florence Ballin Bill Tilden             | 10:12, 6:1, 6:3                |
| 1918                | Hazel Hotchkiss Wightman Irving Wright     | Molla Bjurstedt Fred Alexander          | 6:2, 6:3                       |
| 1919                | Marion Zinderstein Jessup Vincent Richards | Florence Ballin Bill Tilden             | 2:6, 11:9, 6:2                 |
| 1920                | Hazel Hotchkiss Wightman Wallace Johnson   | Molla Mallory Craig Biddle              | 6:4, 6:3                       |
| 1921                | Mary Kendall Browne Bill Johnston          | Molla Mallory Bill Tilden               | 3:6, 6:4, 6:3                  |
| 1922                | Molla Mallory Bill Tilden                  | Helen Wills Moody Howard Kinsey         | 6:4, 6:3                       |
| 1923                | Molla Mallory Bill Tilden                  | Kathleen McKane Godfree John Hawkes     | 6:3, 2:6, 10:8                 |
| 1924                | Helen Wills Moody Vincent Richards         | Molla Mallory Bill Tilden               | 6:8, 7:5, 6:0                  |
| 1925                | Kathleen McKane Godfree John Hawkes        | Ermyntrude Harvey Vincent Richards      | 6:2, 6:4                       |
| 1926                | Elizabeth Ryan Jean Borotra                | Hazel Hotchkiss Wightman René Lacoste   | 6:4, 7:5                       |
| 1927                | Eileen Bennett Henri Cochet                | Hazel Hotchkiss Wightman René Lacoste   | 6:2, 6:0, 6:3                  |
| 1928                | Helen Wills Moody John Hawkes              | Edith Cross Edgar Moon                  | 6:1, 6:3                       |
| 1929                | Betty Nuthall George Lott                  | Phyllis Covell Henry Austin             | 6:3, 6:3                       |
| 1930                | Edith Cross Wilmer Allison                 | Marjorie Morrill Frank Shields          | 6:4, 6:4                       |
| 1931                | Betty Nuthall George Lott                  | Anna Harper Wilmer Allison              | 6:3, 6:3                       |
| 1932                | Sarah Palfrey Fred Perry                   | Helen Jacobs Ellsworth Vines            | 6:3, 7:5                       |
| 1933                | Elizabeth Ryan Ellsworth Vines             | Sarah Palfrey George Lott               | 11:9, 6:1                      |
| 1934                | Helen Jacobs George Lott                   | Elizabeth Ryan Lester Stoefen           | 4:6, 13:11, 6:2                |
| 1935                | Sarah Palfrey Enrique Maier                | Kay Stammers Roderich Menzel            | 6:4, 4:6, 6:3                  |
| 1936                | Alice Marble Gene Mako                     | Sarah Palfrey Fabyan Don Budge          | 6:3, 6:2                       |
| 1937                | Sarah Palfrey Fabyan Don Budge             | Sylvie Jung Henrotin Yvon Petra         | 6:2, 8:10, 6:0                 |
| 1938                | Alice Marble Don Budge                     | Thelma Coyne John Bromwich              | 6:1, 6:2                       |
| 1939                | Alice Marble Harry Hopman                  | Sarah Palfrey Fabyan Elwood Cooke       | 9:7, 6:1                       |
| 1940                | Alice Marble Bobby Riggs                   | Dorothy Bundy Jack Kramer               | 9:7, 6:1                       |
| 1941                | Sarah Palfrey Cooke Jack Kramer            | Pauline Betz Bobby Riggs                | 4:6, 6:4, 6:4                  |
| 1942                | Louise Brough Ted Schroeder                | Patricia Todd Alejo Russell             | 3:6, 6:1, 6:4                  |
| 1943                | Margaret Osborne Bill Talbert              | Pauline Betz Pancho Segura              | 10:6, 6:4                      |
| 1944                | Margaret Osborne Bill Talbert              | Dorothy Bundy Don McNeill               | 6:2, 6:3                       |
| 1945                | Margaret Osborne Bill Talbert              | Doris Hart Robert Falkenburg            | 6:4, 6:4                       |
| 1946                | Margaret Osborne Bill Talbert              | Louise Brough Robert Kimbrell           | 6:3, 6:4                       |
| 1947                | Louise Brough John Bromwich                | Gussie Moran Pancho Segura              | 6:3, 6:1                       |
| 1948                | Louise Brough Tom Brown                    | Margaret Osborne duPont Bill Talbert    | 6:4, 6:4                       |
| 1949                | Louise Brough Eric Sturgess                | Margaret Osborne duPont Bill Talbert    | 4:6, 6:3, 7:5                  |
| 1950                | Margaret Osborne duPont Ken McGregor       | Doris Hart Frank Sedgman                | 6:4, 3:6, 6:3                  |
| 1951                | Doris Hart Frank Sedgman                   | Shirley Fry Mervyn Rose                 | 6:3, 6:2                       |
| 1952                | Doris Hart Frank Sedgman                   | Thelma Coyne Long Lew Hoad              | 6:3, 7:5                       |
| 1953                | Doris Hart Vic Seixas                      | Julie Sampson Rex Hartwig               | 6:2, 4:6, 6:4                  |
| 1954                | Doris Hart Vic Seixas                      | Margaret Osborne duPont Ken Rosewall    | 4:6, 6:1, 6:1                  |
| 1955                | Doris Hart Vic Seixas                      | Shirley Fry Lew Hoad                    | 9:7, 6:1                       |
| 1956                | Margaret Osborne duPont Ken Rosewall       | Darlene Hard Lew Hoad                   | 9:7, 6:1                       |
| 1957                | Althea Gibson Kurt Nielsen                 | Darlene Hard Lew Hoad                   | 6:3, 9:7                       |
| 1958                | Margaret Osborne duPont Neale Fraser       | Maria Bueno Alex Olmedo                 | 6:3, 3:6, 9:7                  |
| 1959                | Margaret Osborne duPont Neale Fraser       | Janet Hopps Bob Mark                    | 7:5, 13:15, 6:2                |
| 1960                | Margaret Osborne duPont Neale Fraser       | Maria Bueno Antonio Palafox             | 6:3, 6:2                       |
| 1961                | Margaret Court Bob Mark                    | Darlene Hard Dennis Ralston             | kampflos                       |
| 1962                | Margaret Court Fred Stolle                 | Lesley Turner Frank Froehling           | 7:5, 6:2                       |
| 1963                | Margaret Court Ken Fletcher                | Judy Tegart Ed Rubinoff                 | 3:6, 8:6, 6:2                  |
| 1964                | Margaret Court John Newcombe               | Judy Tegart Ed Rubinoff                 | 10:6, 4:6, 6:3                 |
| 1965                | Margaret Court Fred Stolle                 | Judy Tegart Frank Froehling             | 6:2, 6:2                       |
| 1966                | Donna Floyd Fales Owen Davidson            | Carol Hanks Aucamp Ed Rubinoff          | 6:1, 6:3                       |
| 1967                | Billie Jean King Owen Davidson             | Rosie Casals Stan Smith                 | 6:3, 6:2                       |
| Beginn der Open Era |                                            |                                         |                                |
| 1968                | Mary-Ann Eisel Peter Curtis                | Tory-Ann Fretz Gerry Perry              | 6:4, 7:5                       |
| 1969                | Margaret Court Marty Riessen               | Françoise Dürr Dennis Ralston           | 7:5, 6:3                       |
| 1970                | Margaret Court Marty Riessen               | Judy Tegart Frew McMillan               | 6:4, 6:4                       |
| 1971                | Billie Jean King Owen Davidson             | Betty Stöve Bob Maud                    | 6:3, 7:5                       |
| 1972                | Margaret Court Marty Riessen               | Rosie Casals Ilie Năstase               | 6:3, 7:5                       |
| 1973                | Billie Jean King Owen Davidson             | Margaret Court Marty Riessen            | 6:3, 3:6, 7:6                  |
| 1974                | Pam Teeguarden Geoff Masters               | Chris Evert Jimmy Connors               | 6:1, 7:6                       |
| 1975                | Rosie Casals Dick Stockton                 | Billie Jean King Fred Stolle            | 6:3, 7:6                       |
| 1976                | Billie Jean King Phil Dent                 | Betty Stöve Frew McMillan               | 3:6, 6:2, 7:5                  |
| 1977                | Betty Stöve Frew McMillan                  | Billie Jean King Vitas Gerulaitis       | 6:2, 3:6, 6:3                  |
| 1978                | Betty Stöve Frew McMillan                  | Billie Jean King Ray Ruffels            | 6:3, 7:6                       |
| 1979                | Greer Stevens Bob Hewitt                   | Betty Stöve Frew McMillan               | 6:3, 7:5                       |
| 1980                | Wendy Turnbull Marty Riessen               | Betty Stöve Frew McMillan               | 7:5, 6:2                       |
| 1981                | Anne Smith Kevin Curren                    | JoAnne Russell Steve Denton             | 6:4, 7:64                      |
| 1982                | Anne Smith Kevin Curren                    | Barbara Potter Ferdi Taygan             | 6:7, 7:64, 7:65                |
| 1983                | Elizabeth Smylie John Fitzgerald           | Barbara Potter Ferdi Taygan             | 3:6, 6:3, 6:4                  |
| 1984                | Manuela Maleeva Tom Gullikson              | Elizabeth Smylie John Fitzgerald        | 2:6, 7:5, 6:4                  |
| 1985                | Martina Navratilova Heinz Günthardt        | Elizabeth Smylie John Fitzgerald        | 6:3, 6:4                       |
| 1986                | Raffaella Reggi Sergio Casal               | Martina Navratilova Peter Fleming       | 6:4, 6:4                       |
| 1987                | Martina Navratilova Emilio Sánchez         | Betsy Nagelsen Paul Annacone            | 6:4, 6:76, 7:612               |
| 1988                | Jana Novotná Jim Pugh                      | Elizabeth Smylie Patrick McEnroe        | 7:5, 6:3                       |
| 1989                | Robin White Shelby Cannon                  | Meredith McGrath Rick Leach             | 3:6, 6:2, 7:5                  |
| 1990                | Elizabeth Smylie Todd Woodbridge           | Natallja Swerawa Jim Pugh               | 6:4, 6:2                       |
| 1991                | Manon Bollegraf Tom Nijssen                | Arantxa Sánchez Vicario Emilio Sánchez  | 6:2, 7:62                      |
| 1992                | Nicole Provis Mark Woodforde               | Helena Suková Tom Nijssen               | 4:6, 6:3, 6:3                  |
| 1993                | Helena Suková Todd Woodbridge              | Martina Navratilova Mark Woodforde      | 6:3, 7:66                      |
| 1994                | Elna Reinach Patrick Galbraith             | Jana Novotná Todd Woodbridge            | 6:2, 6:4                       |
| 1995                | Meredith McGrath Matt Lucena               | Gigi Fernández Cyril Suk                | 6:4, 6:4                       |
| 1996                | Lisa Raymond Patrick Galbraith             | Manon Bollegraf Rick Leach              | 7:66, 7:64                     |
| 1997                | Manon Bollegraf Rick Leach                 | Mercedes Paz Pablo Albano               | 3:6, 7:5, 7:63                 |
| 1998                | Serena Williams Maks Mirny                 | Lisa Raymond Patrick Galbraith          | 6:2, 6:2                       |
| 1999                | Ai Sugiyama Mahesh Bhupathi                | Kimberly Po Donald Johnson              | 6:4, 6:4                       |
| 2000                | Arantxa Sánchez Vicario Jared Palmer       | Anna Kurnikowa Maks Mirny               | 6:4, 6:3                       |
| 2001                | Rennae Stubbs Todd Woodbridge              | Lisa Raymond Leander Paes               | 6:4, 5:7, 7:69                 |
| 2002                | Lisa Raymond Mike Bryan                    | Katarina Srebotnik Bob Bryan            | 7:69, 7:61                     |
| 2003                | Katarina Srebotnik Bob Bryan               | Lina Krasnoruzkaja Daniel Nestor        | 5:7, 7:5, 7:65                 |
| 2004                | Wera Swonarjowa Bob Bryan                  | Alicia Molik Todd Woodbridge            | 6:3, 6:4                       |
| 2005                | Daniela Hantuchová Mahesh Bhupathi         | Katarina Srebotnik Nenad Zimonjić       | 6:4, 6:2                       |
| 2006                | Martina Navratilova Bob Bryan              | Květa Peschke Martin Damm               | 6:2, 6:3                       |
| 2007                | Wiktoryja Asaranka Maks Mirny              | Meghann Shaughnessy Leander Paes        | 6:4, 7:66                      |
| 2008                | Cara Black Leander Paes                    | Liezel Huber Jamie Murray               | 7:66, 6:4                      |
| 2009                | Carly Gullickson Travis Parrott            | Cara Black Leander Paes                 | 6:2, 6:4                       |
| 2010                | Liezel Huber Bob Bryan                     | Květa Peschke Aisam-ul-Haq Qureshi      | 6:4, 6:4                       |
| 2011                | Melanie Oudin Jack Sock                    | Gisela Dulko Eduardo Schwank            | 7:64, 4:6, [10:8]              |
| 2012                | Jekaterina Makarowa Bruno Soares           | Květa Peschke Marcin Matkowski          | 6:78, 6:1, [12:10]             |
| 2013                | Andrea Hlaváčková Maks Mirny               | Abigail Spears Santiago González        | 7:65, 6:3                      |
| 2014                | Sania Mirza Bruno Soares                   | Abigail Spears Santiago González        | 6:1, 2:6, [11:9]               |
| 2015                | Martina Hingis Leander Paes                | Bethanie Mattek-Sands Sam Querrey       | 6:4, 3:6, [10:7]               |
| 2016                | Laura Siegemund Mate Pavić                 | Coco Vandeweghe Rajeev Ram              | 6:4, 6:4                       |
| 2017                | Martina Hingis Jamie Murray                | Chan Hao-ching Michael Venus            | 6:1, 4:6, [10:8]               |
| 2018                | Bethanie Mattek-Sands Jamie Murray         | Alicja Rosolska Nikola Mektić           | 2:6, 6:3, [11:9]               |
| 2019                | Bethanie Mattek-Sands Jamie Murray         | Chan Hao-ching Michael Venus            | 6:2, 6:3                       |
| 2020                | ausgefallen, COVID-19-Pandemie             | ausgefallen, COVID-19-Pandemie          | ausgefallen, COVID-19-Pandemie |
| 2021                | Desirae Krawczyk Joe Salisbury             | Giuliana Olmos Marcelo Arévalo          | 7:5, 6:2                       |
| 2022                | Storm Sanders John Peers                   | Kirsten Flipkens Édouard Roger-Vasselin | 4:6, 6:4, [10:7]               |
| 2023                | Anna Danilina Harri Heliövaara             | Jessica Pegula Austin Krajicek          | 6:3, 6:4                       |
| 2024                | Sara Errani Andrea Vavassori               | Taylor Townsend Donald Young            | 7:60, 7:5                      |